# Thalassodes baladensis
Thalassodes baladensis är en fjärilsart som beskrevs av Holloway 1977. Thalassodes baladensis ingår i släktet Thalassodes och familjen mätare. Inga underarter finns listade i Catalogue of Life.